# Diocesi di Zabi
La diocesi di Zabi (in latino: Dioecesis Zabensis) è una sede soppressa e sede titolare della Chiesa cattolica.

## Storia
Zabi, identificabile con Bechilga nell'odierna Algeria, è un'antica sede episcopale della provincia romana della Mauritania Sitifense.
La città di Zabi fu distrutta dai Mori durante la dominazione dei Vandali e venne ricostruita in seguito dai bizantini con il nome di Nova Justiniana Zabi. In quest'epoca ebbe sicuramente dei vescovi, ma nessuno di essi è conosciuto.
Sono tre i vescovi conosciuti di questa diocesi africana. Il primo vescovo è documentato nel De schismate donatistarum di Ottato. Il donatista Felice fu uno dei responsabili, assieme a Ianuario di Fiumepiscense, degli eccessi causati dai donatisti dopo le leggi dell'imperatore Giuliano in loro favore, eccessi che causarono a Lemellefa la morte dei diaconi cattolici Primo e Donato all'interno della basilica cittadina.
Alla conferenza di Cartagine del 411, che vide riuniti assieme i vescovi cattolici e donatisti dell'Africa romana, prese parte il donatista Lucio, senza avversario cattolico. Non essendo indicata la provincia di appartenenza, questo vescovo potrebbe essere attribuito anche alla diocesi di Zaba in Numidia.
Il nome di Possessore appare al 40º posto nella lista dei vescovi della Mauritania Sitifense convocati a Cartagine dal re vandalo Unerico nel 484; Possessore, come tutti gli altri vescovi cattolici africani, fu condannato all'esilio. Questo vescovo viene identificato con un omonimo episcopus Afer menzionato nell'epistolario di papa Ormisda (514-523); se l'identificazione è corretta, Possessore era ancora vivo nel mese di agosto del 520.
Dal 1927 Zabi è annoverata tra le sedi vescovili titolari della Chiesa cattolica; dall'11 febbraio 2013 il vescovo titolare è Robert Joseph Coyle, vescovo ausiliare di Rockville Centre.

## Cronotassi

### Vescovi residenti
- Felice † (menzionato nel 361/362) (vescovo donatista)
- Lucio † (menzionato nel 411) (vescovo donatista)

- Possessore † (prima del 484 - dopo il 520 ?)

### Vescovi titolari
- Joseph Georges Edouard Michaud, M.Afr. † (17 novembre 1928 - 18 giugno 1945 deceduto)
- Joseph Formby Halsall † (11 agosto 1945 - 13 marzo 1958 deceduto)
- Carlos Luis Geromini † (23 maggio 1958 - 8 marzo 1972 deceduto)
- Sergio Valech Aldunate † (27 agosto 1973 - 24 novembre 2010 deceduto)
- Christian Lépine (11 luglio 2011 - 20 marzo 2012 nominato arcivescovo di Montréal)
- Robert Joseph Coyle, dall'11 febbraio 2013